# Saint-Gervais, Gard
Saint-Gervais là một xã ở tỉnh Gard. Xã này có diện tích 11,87 km², dân số năm 1999 là 664 người. Khu vực này có độ cao trung bình 49 mét trên mực nước biển.